# Rudolf Kolster (ingenjör)
Rudolf Kolster, född 13 mars 1837 Hamburg, död 28 oktober 1901 i Helsingfors, var en finländsk ingenjör. Han var far till läkaren Rudolf Kolster.
Kolster genomgick Polytechnikum i Hannover och blev 1860 lärare vid tekniska realskolan (sedermera Polytekniska institutet) i Helsingfors, där han från 1862 undervisade i  maskinbyggnad. Han startade även en konsulterande ingenjörsbyrå som utförde tekniska uppdrag bland annat för olika myndigheter; senare tillkom även en patentavdelning. Han tilldelades professors titel 1893.